# Paracanthonchus tumepapillatus
Paracanthonchus tumepapillatus is een rondwormensoort uit de familie van de Cyatholaimidae. De wetenschappelijke naam van de soort is voor het eerst geldig gepubliceerd in 1957 door Timm.